# Juillet 1866

## Événements
- 3 juillet, Guerre austro-prussienne : bataille de Sadowa (Königgrätz). Victoire prussienne de von Moltke sur l'Autriche (Benedek), mais défaite aussi des petits États allemands alliés de la Prusse.
  - Après la défaite autrichienne à Sadowa contre la Prusse, première tension franco-allemande. Les compensations demandées par la France pour n’être pas intervenue dans le conflit lui sont refusées.

- 13 juillet, Guerre austro-prussienne : Napoléon III refuse la médiation armée de la France (Beust).

- 18 juillet, France : Sénatus-consulte rappelant que la révision de la Constitution ne peut être discutée qu'au Sénat. La session du Corps législatif n'est plus limitée à trois mois, et les députés reçoivent pour les sessions ordinaires une indemnité de 12 500 francs.

- 22 juillet, Guerre austro-prussienne : armistice de Nikolsburg, mettant fin aux hostilités entre la Prusse et l'Autriche.
  - François-Joseph Ier d'Autriche, alors que rien n’était encore joué (ni l’Autriche, ni la Prusse n’ont les moyens de poursuivre la guerre), poussé par Napoléon III, signe l’armistice de Nikolsburg (Mikulov), suivie de la paix de Prague le 23 août. L’intégrité territoriale de l’Autriche-Hongrie est respectée (hormis la Vénétie). L’Autriche doit quitter la confédération germanique et doit verser 20 millions de florins d’indemnités de guerre à la Prusse. Bismarck écarte définitivement les Habsbourg des affaires allemandes et peut organiser une Confédération de l’Allemagne du Nord (1867). La Prusse annexe le Hanovre, la Hesse-Cassel, Nassau, Francfort, le Schleswig et le Holstein.

- 27 juillet : premier câble transatlantique reliant les États-Unis à l’Europe posé par l’industriel américain Cyrus W. Field.

- 28 juillet : nouvelle Constitution au Danemark : douze membres de la Chambre haute sont nommés par le roi, les vingt-sept autres sont élus au suffrage censitaire. Les Conservateurs, favorables au pouvoir royal, gardent le pouvoir jusqu’en 1901.

## Naissances
- 3 juillet : Albert Gottschalk, peintre danois († 1906).
- 5 juillet :
  - Paul Chevré, sculpteur français († 1914).
  - Maurice Houtart, homme politique belge († 1er février 1939).
- 13 juillet : La Goulue, danseuse de cancan française, devenue l'un des modèles favoris de Toulouse-Lautrec († 29 janvier 1929).
- 19 juillet : Julien Daoust, comédien.
- 22 juillet : Albéric Ruzette, homme politique belge († 25 mai 1929).
- 22 juillet : Jean-Baptiste-Arthur Allaire, religieux et historien.

## Décès
- 20 juillet : Bernhard Riemann, mathématicien allemand.